# Ceraclea arielles
Ceraclea arielles là một loài Trichoptera trong họ Leptoceridae. Chúng phân bố ở miền Tân bắc.